# Ľubomír Belko
Ľubomír Belko (Žilina, 4 febbraio 2002) è un calciatore slovacco, portiere dello Žilina e della nazionale slovacca under-21, di cui è capitano.

## Carriera

### Club
Cresciuto nel settore giovanile dello Žilina, debutta in prima squadra il 16 settembre 2020, in occasione dell'incontro della Coppa di Slovacchia vinto per 7-0 contro il Námestovo.

### Nazionale
Ha rappresentato le nazionali giovanili slovacche.
Viene convocato per la prima volta in nazionale maggiore dal CT Francesco Calzona  in occasione delle gare di qualificazione al campionato europeo di calcio 2024 contro Islanda e Liechtenstein del giugno 2023.

## Statistiche

### Presenze e reti nei club
Statistiche aggiornate al 18 gennaio 2023.
| Stagione         | Squadra          | Campionato       | Campionato | Campionato | Coppe nazionali | Coppe nazionali | Coppe nazionali | Coppe continentali | Coppe continentali | Coppe continentali | Altre coppe | Altre coppe | Altre coppe | Totale | Totale |
| Stagione         | Squadra          | Comp             | Pres       | Reti       | Comp            | Pres            | Reti            | Comp               | Pres               | Reti               | Comp        | Pres        | Reti        | Pres   | Reti   |
| ---------------- | ---------------- | ---------------- | ---------- | ---------- | --------------- | --------------- | --------------- | ------------------ | ------------------ | ------------------ | ----------- | ----------- | ----------- | ------ | ------ |
| 2019-2020        | Žilina II        | 1L               | 0+2        | 0 + -3     |                 | -               | -               |                    | -                  | -                  |             | -           | -           | 2      | -3     |
| 2020-2021        | Žilina II        | 1L               | 16         | -30        |                 | -               | -               |                    | -                  | -                  |             | -           | -           | 16     | -30    |
| 2021-2022        | Žilina II        | 1L               | 5          | -8         |                 | -               | -               |                    | -                  | -                  |             | -           | -           | 5      | -8     |
| Totale Žilina II | Totale Žilina II | Totale Žilina II | 21+2       | -38 + -3   |                 | -               | -               |                    | -                  | -                  |             | -           | -           | 23     | -41    |
| 2020-2021        | Žilina           | SL               | 0          | 0          | CS              | 7               | -7              | UEL                | 0                  | 0                  |             | -           | -           | 7      | -7     |
| 2021-2022        | Žilina           | SL               | 10+9       | -14 + -18  | CS              | 2               | 0               | UECL               | 1                  | -3                 |             | -           | -           | 22     | -35    |
| 2022-2023        | Žilina           | SL               | 16         | -22        | CS              | 1               | -2              |                    | -                  | -                  |             | -           | -           | 17     | -24    |
| Totale Žilina    | Totale Žilina    | Totale Žilina    | 26+9       | -36 + -18  |                 | 10              | -9              |                    | 1                  | -3                 |             | -           | -           | 46     | -66    |
| Totale carriera  | Totale carriera  | Totale carriera  | 58         | -95        |                 | 10              | -9              |                    | 1                  | -3                 |             | -           | -           | 69     | -107   |